# Кабаков, Илья Иосифович

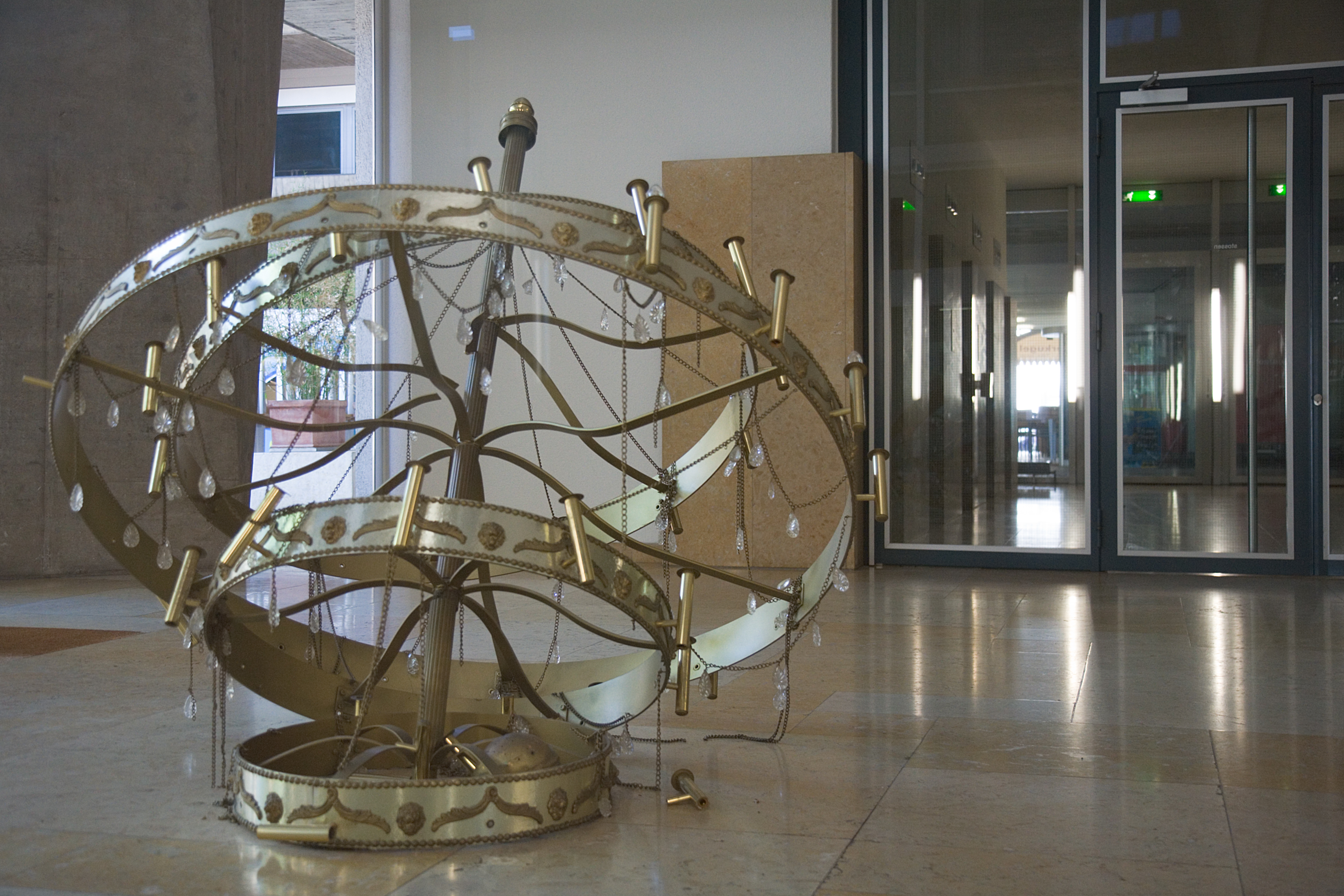

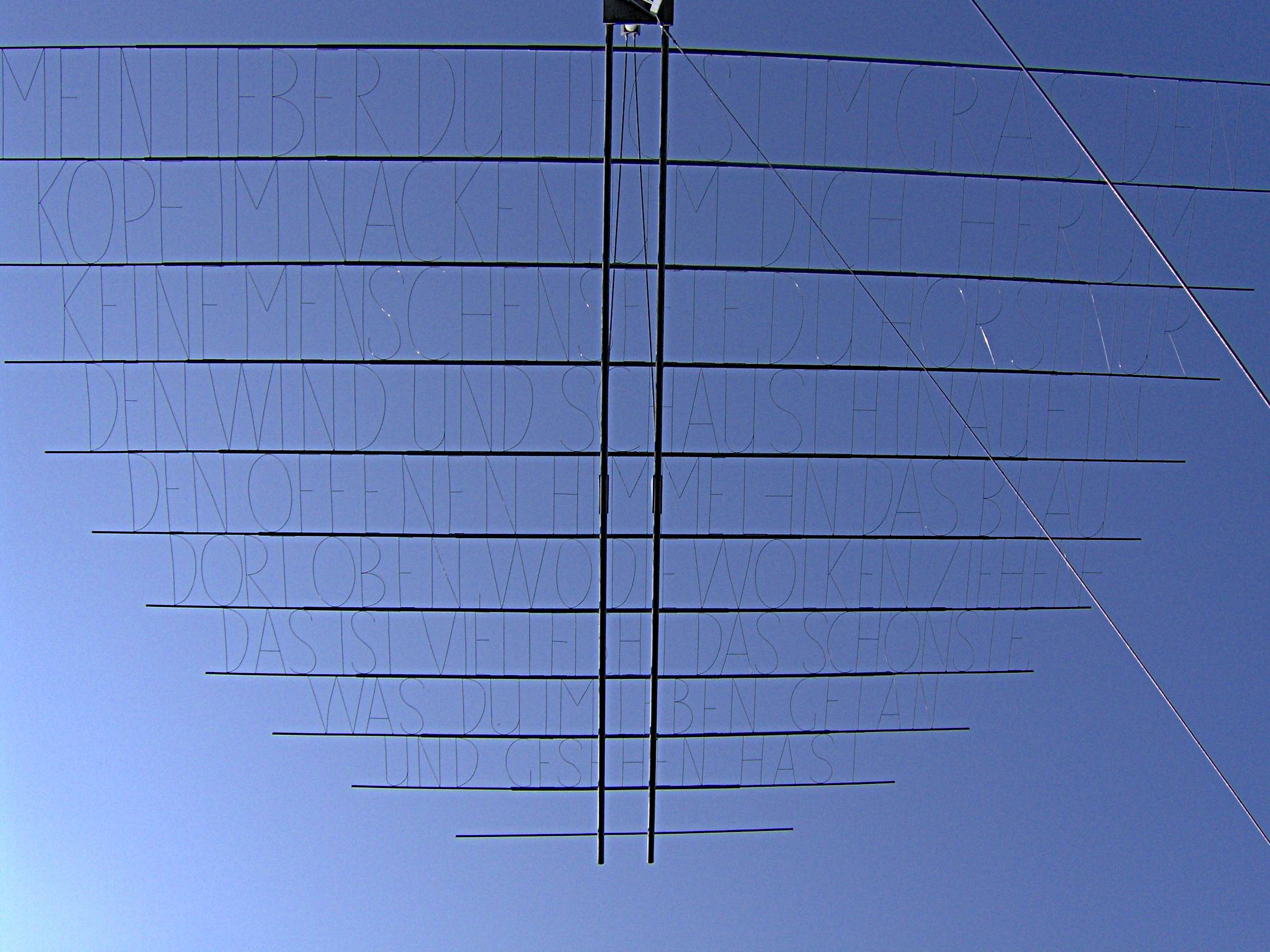

Илья́ Ио́сифович Кабако́в (30 сентября 1933[…], Днепропетровск — 27 мая 2023, Лонг-Айленд, Нью-Йорк) — советский и американский художник, скульптор, гравёр, фотограф, представитель московского концептуализма.
Стал всемирно известным в позднесоветский и постсоветский периоды благодаря инсталляциям, в которых исследовал чувство отчуждённости и скуки, характерное для советской повседневности.
В последнее время работал в соавторстве со своей женой Эмилией. В 2008 году вместе с ней удостоен художественной премии императора Японии.
Работы Кабакова «Жук» ($5,8 млн, 2008) и «Номер люкс» ($4,1 млн, 2006) являются двумя самыми дорогими когда-либо проданными произведениями современного российского искусства (обе — аукцион Phillips de Pury, Лондон).

## Биография
Родился 30 сентября 1933 года в Днепропетровске в семье слесаря Иосифа Бенционовича Кабакова и бухгалтера Берты Юделевны Солодухиной. В 1941 году вместе с родителями попал в эвакуацию в Самарканд. В 1943 году его приняли в Художественную школу при Ленинградском институте живописи, скульптуры и архитектуры имени Репина, преподаватели и ученики которой тоже были эвакуированы в Самарканд. Оттуда Кабакова в 1945 году перевели в Московскую среднюю художественную школу (МСХШ). Её он окончил в 1951 году и тогда же поступил на отделение графики в Суриковский институт (Московский государственный академический художественный институт имени В. И. Сурикова), где занимался в мастерской книги у профессора Б. А. Дехтерёва. Окончил институт в 1957 году.
С 1956 года Илья Кабаков начал иллюстрировать книги для издательства «Детгиз» (с 1963 года — «Детская литература») и для журналов «Малыш», «Мурзилка», «Весёлые картинки». Со второй половины 1950-х стал заниматься живописью «для себя».
В 1960-х был активным участником диссидентских художественных экспозиций в Советском Союзе и за границей. Однако позже отказывался считать себя художником-диссидентом. Во время поездки в США в конце 1980-х годов во время интервью для англоязычного сборника «Soviet Dissident Artists» Кабаков ответил: «Я не был диссидентом. Я ни с кем и ни с чем не сражался. Этот термин ко мне неприменим».
В конце 1967 года Кабаков вместе с Юло Соостером построил ставшую впоследствии знаменитой мастерскую на чердаке бывшего доходного дома «Россия» на Сретенском бульваре. В 1968 году он вместе с Олегом Васильевым, Эриком Булатовым и другими нонконформистами участвовал в выставках в кафе «Синяя птица». Некоторые работы художника уже в 1965 году попали на выставку «Альтернативная действительность II» (Аквила, Италия), а с начала 1970-х их включали в устраивавшиеся на Западе экспозиции советского неофициального искусства в Кёльне, Лондоне, Венеции и др. С 1970 по 1976 годы Кабаков нарисовал 55 альбомов для серии «Десять персонажей».
В 1973 году чешский искусствовед Индржих Халупецкий в своей статье в журнале Výtvarné umění назвал содружество авангардных московских художников, имевших мастерские в достаточно большом районе от Маросейки до Б. Дмитровки и до Уланского переулка «школой „Сретенского бульвара“». К ней Халупецкий отнёс друзей Эрика Булатова, Илью Кабакова, Виктора Пивоварова, Эдуарда Штейнберга, Владимира Янкилевского. Название «Сретенский бульвар» понравилось искусствоведам для обозначения этой группы ведущих московских художников 1970х-1980х годов, однако как таковой «группы „Сретенский бульвар“» никогда не существовало.
«Я до сих пор никак не могу привыкнуть к слову «Россия»: я прожил всю жизнь в нем (прим. авт. Советском Союзе) и чувствую себя не русским, а советским человеком и советским художником.»В середине 1970-х Кабаков сделал концептуальный триптих из трёх белых щитов и приступил к циклу «альб» — листов с надписями на «коммунальные» темы, а с 1978-го разрабатывал ироническую «жэковскую серию».

В 1980-е годы стал меньше заниматься графикой и сосредоточился на инсталляциях, в которых использовал обычный мусор и обыгрывал жизнь и быт коммунальных квартир. В 1982 году Кабаков придумал одну из своих самых знаменитых инсталляций — «Человек, который улетел в космос из своей комнаты», законченную к 1986 году. Впоследствии такие масштабные проекты он стал называть «тотальными инсталляциями». В 1987 году получил первый зарубежный грант — от австрийского объединения Grazer Kunstverein — и построил в Граце в фойе Оперного театра инсталляцию «Перед ужином». Год спустя он устроил первую «тотальную инсталляцию» из проекта «Десять персонажей» в нью-йоркской галерее Рональда Фельдмана и получил стипендию французского министерства культуры. В 1989 году Кабакову дали стипендию в фонде DAAD (Германская служба академических обменов), и он переехал в Берлин. С этого времени он постоянно работал за пределами сначала СССР, а потом России.
«Я до сих пор никак не могу привыкнуть к слову «Россия»: я прожил всю жизнь в нем (прим. авт. Советском Союзе) и чувствую себя не русским, а советским человеком и советским художником.»

— Илья Кабаков, «О „Тотальной” инсталляции», 1995 г.
С начала 1990-х годов у Кабакова прошли десятки выставок в Европе и Америке, в том числе в таких крупных музеях, как парижский Центр Помпиду, норвежский Национальный центр современного искусства, нью-йоркский музей современного искусства, кёльнский Кунстхалле, а также на Венецианской биеннале и на выставке Documenta в Касселе. 1990-е годы стали временем признания художника: в это десятилетие он получил награды от датского, немецкого и швейцарского музеев, титул кавалера Ордена искусств и литературы от французского министерства культуры.
В 2000-е годы художник стал активно выставляться в России. Так, осенью 2003 года Московский дом фотографии показал проект «Илья Кабаков. Фото и видео документация жизни и творчества».
В начале 2004 года Третьяковская галерея устроила программную выставку «Илья Кабаков. Десять персонажей». В июне 2004 года в Эрмитаже в здании Главного штаба открылась выставка Ильи Кабакова и его жены Эмилии (они женаты с 1989 года) «Случай в музее и другие инсталляции», которая «знаменовала их возвращение на родину». Тогда же художники подарили музею две инсталляции, которые, по словам Михаила Пиотровского, положили начало эрмитажному собранию новейшего искусства. В декабре всё того же 2004 года московская галерея «Стелла Арт» показала девять инсталляций Кабакова, сделанных в 1994—2004 годах.
Когда в 2006 году в нью-йоркский музей Гуггенхайма отправилась программная выставка «Russia!», в неё была включена инсталляция Кабакова «Человек, который улетел в космос». Присутствие этой работы в одном пространстве с иконами Андрея Рублёва и Дионисия, картинами Брюллова, Репина и Малевича окончательно закрепило за Кабаковым статус одного из самых важных советских и российских художников послевоенного поколения.
Летом 2007 года на лондонских торгах дома Phillips de Pury & Company картина Кабакова «Номер люкс» была куплена за 2 миллиона фунтов стерлингов (около 4 миллионов долларов). Так он стал самым дорогим русским художником второй половины XX века.
В феврале 2008 года работа Кабакова «Жук» (1982) была продана на аукционе Phillips de Pury & Company за 2,93 миллиона фунтов стерлингов (5,84 миллиона долларов). В апреле того же года альбом «Полетевший Комаров» был продан на нью-йоркских торгах Sotheby’s за 445 тысяч долларов. Осенью 2008 года в Москве была показана самая большая ретроспектива Ильи и Эмилии Кабаковых. Экспозиция демонстрировалась сразу на трёх площадках: ГМИИ имени Пушкина, центр современного искусства «Винзавод» и центр современного искусства «Гараж».
Долгое время работал иллюстратором детских книг и журналов. Ввёл в художественный обиход понятие «тотальная инсталляция».
Жил в Нью-Йорке (на Лонг-Айленде) с 1988 года. С 1989 года работал в соавторстве со своей женой (и племянницей) Эмилией Кабаковой (урожд. Леках, род. 1945).
В 2010 году подписал открытое письмо президенту России в защиту Андрея Ерофеева и Юрия Самодурова.
В августе 2018 года Илья и Эмилия Кабаковы передали свою мастерскую в дар Третьяковской галерее. 15 февраля 2019 года Третьяковская галерея анонсировала открытие музея художника Кабакова.
Зарубежный почётный член Российской академии художеств.
Умер 27 мая 2023 года в возрасте 89 лет.

## Семья
Первая жена — Ирина Рубанова (1933—2024), филолог-полонист, научный сотрудник Института истории искусств (ныне — Государственный институт искусствознания). От этого брака у Кабакова есть дочь Галина Кабакова, антрополог, доцент кафедры славистики Университета Париж-IV (Сорбонна).
Вторая жена — Виктория Мочалова (род. 1945), филолог, полонист, руководитель Центра славяно-иудаики в Институте славяноведения РАН; первым браком замужем за писателем Б. М. Носиком. Воспитывал пасынка Антона Носика.
Третья жена (с 1989 года) — Эмилия Кабакова (урождённая Леках; род. 1945, Днепропетровск). С 1988 года художник с супругой жил в Нью-Йорке.

## Награды и премии
- 2002 — премия Оскара Кокошки.
- 2008 — Императорская премия Японии, присуждена Илье и Эмилии Кабаковым в номинации скульптура.
- 2008 — Орден Дружбы (29 октября 2008 года, Россия) — за большой вклад в сохранение, развитие и популяризацию русской культуры за рубежом[25][26].

## Работы находятся в собраниях
- Государственная Третьяковская галерея, Москва.
- Государственный Эрмитаж, Санкт-Петербург.
- Государственный Русский музей, Санкт-Петербург
- Государственный центр современного искусства, Москва;
- Музей АРТ4, Москва.
- Собрание Игоря Маркина
- Музей современного искусства, Нью-Йорк
- Коллекция Колодзей русского и восточноевропейского искусства, Kolodzei Art Foundation, США

## Персональные выставки
- 2023 — «Памятник исчезнувшей цивилизации». Государственный Эрмитаж, Санкт-Петербург[27]
- 2017 — «В будущее возьмут не всех. Ретроспектива». Тейт Модерн — Государственный Эрмитаж — Третьяковская галерея, Лондон — Санкт-Петербург — Москва
- 2012 — «Памятник исчезнувшей цивилизации». Галерея «Red October», Москва.[28]
- 2004 — «Случай в музее» и другие инсталляции. Государственный Эрмитаж, Санкт-Петербург, Россия
- 1995 — «Без воды», постоянная экспозиция, Австрийский музей прикладных искусств (Austrian Museum of Applied Art), Вена, Австрия
- 1995 — «Случай в музее или музыка воды», Центр современного искусства в Calouste Gulbenkian, Лиссабон, Португалия
- 1995 — «Кабаков: Море голосов», постоянная экспозиция, Kunstmuseum Basel, Швейцария
- 1995 — «Школьная библиотека», Stedelijk Museum, Амстердам, Голландия
- 1995 — «Change of Scene VIII», Museum for Moderne Kunst, Франкфурт, Германия
- 1995 — «Crest Ici que Nous Vivons», Центр Жоржа Помпиду, Париж, Франция
- 1995 — «The Man Who Flew into Space from His Apartment», Центр Жоржа Помпиду, Париж, Франция
- 1995 — «Человек, который никогда ничего не выбрасывал», постоянная экспозиция, Национальный музей современного искусства, Осло, Норвегия
- 1994 — «Kabakov: Операционная (Мать и Сын)», Национальный музей современного искусства, Осло, Норвегия
- 1994 — «Река золотого андеграунда, Лодка моей жизни, Альбом моей матери», Centre National DrArt Contemporain, Гренобль, Франция
- 1994 — «Ilya Kabakov: Операционная (Мать и сын)», Музей современного искусства, Хельсинки, Финляндия
- 1993 — «Московский концептуальный цикл», Kunsthalle, Гамбург, Германия
- 1993 — «Случай в музее или музыка воды», муз. Владимира Тарасова, Музей современного искусства, Чикаго, США
- 1993 — «Красный павильон», музыка Владимира Тарасова, Венецианская биеннале, Италия
- 1993 — «Большой архив», Stedelijk Museum, Амстердам, Голландия
- 1992 — «Нерукотворная живопись», Ludwig Museum, Кёльн, Германия
- 1992 — «Иллюстрация как способ выживания», выставка памяти Юло Соостера, Koninklijke Academie voor Schone Kunsten, Бельгия
- 1992 — «Жизнь в полёте», Kolnicher Kunstverein, Кёльн, Германия
- 1991 — «Три выставки десяти характеров», The Power Plant, Торонто, Канада
- 1991 — «Корабль», Neue Galerie музея Людвига, Аахен, Германия
- 1991 — «Семь выставок одной картины», Kasseler Kunstverein, Кассель, Германия
- 1991 — Избранные работы из «Десяти образов», Музей Хиршхорна и Сад скульптур, Вашингтон, США
- 1989 — «Белизна покрывает собой всё», De Appel, Амстердам, Голландия
- 1989 — «Коммунальная квартира — Корабль», Kunsthalle, Цюрих, Швейцария
- 1989 — «Новостройка (Бесталанный художник и другие образы — инсталляция)», совместно с Е. Булатовым, Институт современного искусства, Лондон, Англия
- 1988 — «Перед ужином», Kunstverein, Грац, Австрия; совместно с Е. Булатовым, Kunstverein, Бонн, Германия
- 1987 — «60-е — 70-е» совместно с И. Чуйковым, Музей современного искусства, Базель, Швейцария

## Групповые выставки (выборочно)
- 2019 — «Russia. Timeless», Центр современного искусства DOX, Прага, Чешская республика;
- 1994 — «Виртуальная реальность», Мельбурнская бьеннале, Австралия;
- 1994 — «Лицо долой: портрет в сегодняшнем искусстве. Коллекционер», передвижная выставка в трёх местах: Институт современного искусства, университет штата Пенсильвания, США; Художественный музей Джозайлин, Омаха, США; Картинная галерея Везерспун, Гринсборо, США;
- 1994 — «Европа-Европа (Человек, который никогда ничего не выбрасывал — выставка)», Kunst- und Ausstellunghalle der Bundesrepublik Deutschland, Бонн, Германия; Топонимии Восемь идей пространства, Fundaciyn la Caixa, Мадрид, Испания;
- 1993 — «Kunst im Verborgenen. Скрытое искусство: нонконформисты в России, 1957—1995», передвижная выставка в трёх местах: Wilhelm-Hack Museum, Людвигсхафен, Германия; Lindenau Museum, Альтенбург, Германия; Documenta-Halle, Кассель, Германия;
- 1993 — «Российско-еврейские художники в столетие перемен, 1890—1990», передвижная выставка в двух местах: Еврейский музей, Нью-Йорк, США; Художественный музей Элвейем, Университет штата Висконсин, Мэдисон, США;
- 1993 — «Конец музея», La Fundaciy Antoni Tapies, Барселона, Испания; Africus: Бьеннале в Йоханнесбурге, ЮАР;
- 1992 — «Параллельные виды: современные художники и искусство аутсайдеров», Художественный музей округа Лос Анджелес, США;
- 1992 — «Туалет», Documenta n.9 de Kassel, Германия;
- 1992 — «Синее блюдо», Expo '92, Севилья, Испания; Семь художников из России («На коммунальной кухне» — инсталляция), Groninger Museum, Гронинген, Голландия;
- 1991 — «Widerstand — Denkbilder fur die Zukunft» («Альбом моей матери II Лабиринт» — выставка), Haus der Kunst, Мюнхен, Германия;
- 1991 — «Выбор Сталина: советский социалистический реализм, 1932—1956», Институт искусства и городских ресурсов в P.S.l, Нью-Йорк, США;
- 1991 — «От Малевича до Кабакова» («Перед ужином, Красный павильон» — инсталляции), Kunsthalle, Кёльн, Германия;
- 1991 — «Язык искусства», передвижная выставка в двух местах: Kunsthalle Wien, Вена, Австрия; Frankfurter Kunstverein, Германия; et tous ils changent le monde («Аварийный выход» — выставка), Biennale d’Art Contemporain, Лион, Франция;
- 1991 — Rendez Vous («Незаконченная выставка» — выставка), Музей современного искусства Луизиана, Химлебек, Дания;
- 1990 — «Wanderlieder» («Перед ужином» — выставка), Stedelijk Museum, Амстердам, Голландия;
- 1990 — «Дислокации» («Мост» — выставка), Музей современного искусства, Нью-Йорк, США;
- 1990 — «Kunst, Europa: Sowjetunion» («Лети на крыльях» — выставка), Kunstverein, Ганновер, Германия;
- 1990 — «Слова без мыслей никогда не попадут на небеса», Центральный музей, Утрехт, Голландия;
- 1990 — «Советское искусство 1990-х гг.» («Красный фургон» — выставка с музыкальным сопровождением В. Тарасова), Kunsthalle, Дюссельдорф, Германия;
- 1990 — «Почему красный фургон не приехал в Израиль» — выставка, Музей Израиля, Иерусалим, Израиль;
- 1990 — «Риторический образ» («Медицинская ширма» — выставка), Новый музей, Нью-Йорк, США;
- 1990 — «В СССР и за его пределами» («Канат жизни» — и другие выставки), Stedelijk Museum, Амстердам, Голландия;
- 1990 — «Бумеранг, готовый к употреблению: некоторые взаимосвязи в искусстве XX века» 8-я сиднейская бьеннале, Австралия;
- 1990 — «Советское искусство» («Подземная золотая река» — выставка), Museu d’Arte Contemporanea, Прато, Италия;
- 1989 — Magiciens de La Terre («Человек, который улетел в космос» — выставка), Musee National d’Art Moderne, Центр Жоржа Помпиду, Париж, Франция;
- 1988 — «Перед ужином» выставка, Biennale di Venezia, Италия;
- 1985 — «Русское искусство», Музей Бохума, Германия;
- 1981 — «Двадцать пять лет советского неофициального искусства», 1956—1981, Музей советского неофициального искусства CASE, Джерси Сити, США;
- 1979 — «Новое искусство из Советского Союза: выставка нонконформистского искусства 1960-х и 1970-х годов», Колледж Св. Мэри, Вашингтон, США;
- 1977 — «Новое советское искусство, неофициальная перспектива», Венецианское биеннале, Италия;
- 1977 — «Неофициальная русская живопись», Институт современного искусства, Лондон, Англия;
- 1970 — «Сегодняшний русский авангард из Москвы», Галерея Гмужирска, Кёльн, Германия.

## Книги с иллюстрациями Кабакова
После иллюстрированной совместно с худ. К. Соколовым книги Лупсяков Н. Зелёная чернильница. — ДЕТГИЗ, 1956г. Кабаков за годы пребывания в СССР проиллюстрировал около 75 детских книг, сборники, а также детские журналы и альманахи («Мурзилка», «Весёлые картинки», «Звёздочка», «Круглый год»). Работал над иллюстрациями 3-6 месяцев в году, а остальное время уделял собственным проектам.

### Книги, изданные в 50-е
- Олевский Б. Ося и его друзья (Пер. с евр. Л. Юткевича). — М.: Детгиз, 1956. — 156 с.
- Панку-Яш, Октав. Великая битва у малого пруда (Перевод с румынского). — М.: Детская литература, 1957. — 223 с.
- Ржига, Богумил. Поездка Гонзика в деревню (Пер. с чешс.). — М.: Детская литература, 1957.
- Крачковская А. Волшебный графин. — Детгиз, 1958. — 17 с.
- Степной воздух. Рассказы узбекских писателей. — Детгиз, 1958. — 96 с.
- Гурьян, О. Повесть о Великой стене, о Чжэн-ване и Цзин Кэ, о двух сёстрах и о том, как поднялась буря. — М.: Детгиз, 1959. — 240 с.
- День работой весел: Пословицы и поговорки народов СССР о труде. — М.: Детгиз, 1959. — 31 с. — 300,000 экз.
- Пермяк Е. Сказка о стране Терра-Ферро (1-й вариант, тонкая). — Детский Мир, 1959. — 36 с.

### Книги, изданные в 60-е
- Важдаев В. Самый сильный (по мотивам казахских сказок). — Детский мир, 1960. — 28 с.
- Мар, Евг. Чудеса из дерева. — М.: Детская литература, 1960. — 96 с.
- Пермяк, Евг. Как Человек покорил море. — Детский мир, 1960. — 16 с.
- Пермяк, Евг. Сказ про газ. — Детский мир, 1960. — 27 с.
- Мар, Евг. Точка на карте. — М.: Детгиз, 1961. — 144 с.
- Высотская, О. Хорошие новости. — М.: Детгиз, 1961. — 96 с.
- Медынский С. Самая восточная…. — М.: Детгиз, 1961. — 128 с.
- Шур, Яков Исидорович. Слёзы Као-Учу. — Детский мир, 1961. — 25 с.
- Юрмин, Георгий. Гонцы-скороходы. — Детский мир, 1961. — 95 с.
- Лифшиц В. Взлётная дорожка. — М.: Детская литература, 1963. — 144 с.
- Мар, Евг. Глина и руки. — Детгиз, 1963. — 95 с.
- Токмакова, И. Зёрнышко (Стихи). — М.: Детская литература, 1964. — 16 с.
- Тувим, Юлиан. Детям. — М.: Детская литература, 1964. — 80 с.
- Аксельрод Е. Гуляла вьюга по Москве. — М.: Детская литература, 1965. — 16 с.
- Маркуша А. Здесь живут силачи (тонкий вариант). — М.: Малыш, 1965. — 23 с.
- Бжехва, Ян. Академия пана Кляксы. — М.: Детская литература, 1966. — 231 с.
- Мар, Евг. Океан начинается с капли (Рассказы о воде). — М.: Детская литература, 1966. — 96 с.
- День работой весел (Пословицы и поговорки народов СССР о труде). — М.: Детская литература, 1966. — 32 с.
- Корабли должны уходить (Стихи поэтов Чили). — М.: Детская литература, 1967. — 63 с.
- Маршак С. Дом, который построил Джек (Из англ. поэзии для детей). — М.: Детская литература, 1967. — 216 с.
- Три подарка (Корейские народные сказки). — М.: Детская литература, 1967. — 142 с.
- Спящее яблоко (Стихи немецких поэтов в пер. Юрия Коринца). — М.: Детская литература, 1968. — 48 с.
- Аргези, Тудор. Из книги игрушек. — М.: Детская литература, 1968. — 62 с.
- Барри Дж. М. Питер Пэн и Венди (Повесть-сказка). — М.: Детская литература, 1968. — 160 с.
- Мар, Евг. Что из чего. — М.: Детская литература, 1968. — 334 с.
- Файзи, Джаудат. Забавные гости. — М.: Детская литература, 1968. — 32 с.
- Ферра-Микура, Вера. Путешествие в город чудаков (Перевод с нем.). — М.: Детская литература, 1968. — 94 с.
- Балл Г. Зобенька и серебряный колокольчик. — М.: Детская литература, 1969. — 16 с.

### Книги, изданные в 70-е
- Хакс, Петер. Долгий день великанов (Пер. с нем.). — М.: Детская литература, 1970. — 16 с.
- Маркуша А. Тима дома. — М.: Малыш, 1971. — 32 с. — (Почемучкины книжки).
- Маркуша, Анатолий. А Б В…. — М.: Детская литература, 1971. — 67 с.
- Всё для всех (стихи польских поэтов). — М.: Детская литература, 1972. — 160 с.
- Георгиевская С. Тётушка Зубная Боль. — М.: Детская литература, 1972. — 63 с.
- Мар, Евг. Воздух, которым мы дышим. — М.: Детская литература, 1972. — 80 с.
- Вангели С. Приключения Гугуцэ (Пер. с молдавского). — М.: Детская литература, 1972. — 96 с.
- Гарин, Семён Семёнович. Уголёк. — М.: Малыш, 1973. — 28 с.
- Пройслер, Отфрид. Маленькая Баба-Яга. — М.: Детская литература, 1973. — 96 с.
- Поезд стихов (Из зарубежной поэзии для детей). — М.: Детская литература, 1974. — 256 с.
- Вангели С. Шапка Гугуцэ. — Детская литература, 1975. — 16 с. — (Мои первые книжки).
- Членов А. Геология в картинках. — М.: Детская литература, 1975. — 40 с.
- Шибаев А. Стихи играют в прятки (Загадки). — Л.: Детская литература, 1975. — 28 с.
- Просяное дерево (Перевод с кор.). — М.: Детская литература, 1975. — 16 с.
- Котляр, Э. Андрюша с Кирюшей. — М.: Детская литература, 1976. — 16 с.
- Сапгир, Г. Четыре конверта. — М., 1976. — 144 с.
- Между летом и зимой (Стихи, считалки, загадки, скороговорки). — М.: Детская литература, 1976. — 160 с.
- Борисов Е., Пятнова. И. Солнце в проводах. — М.: Малыш, 1977. — 24 с.
- Ильин М., Сегал Елена Александровна. Дом из стекла. — М.: Малыш, 1977. — 16 с.
- Мальт, Виктория Сергеевна. Стеклянная история. — М.: Детская литература, 1977. — 62 с.
- Шарль Перро. Кот в сапогах. — Горький: Волго-Вятское издательство, 1977. — 20 с.
- Пивоварова И. Венок из колокольчиков. — М.: Малыш, 1978. — 28 с.
- Разцветников, Асен. Кто тут? (Стихи. Пер. с болг.). — М.: Детская литература, 1978. — 64 с.
- Зубков Б. Что такое завтра и вчера. — М.: Малыш, 1978. — 26 с. — (Почемучкины книжки).
- Пройслер, Отфрид. Маленький водяной (Пер. с нем.). — М.: Детская литература, 1979. — 112 с.
- Кушак Ю. Плывёт кораблик в гости. — М.: Малыш, 1979. — 26 с.

### Книги, изданные в 80-е
- Вангели С. Гугуцэ – капитан корабля (Пер. с молд.). — М.: Детская литература, 1980. — 176 с.
- Кривин Ф. Откуда пришла улица? (Познавательные истории). — М.: Детская литература, 1980. — 88 с.
- Либин, Михаил Нисонович. Про гонцов-молодцов. — М.: Малыш, 1981. — 16 с.
- Маркуша А. Здесь живут силачи. — М.: Малыш, 1981. — 78 с.
- Пермяк, Евг. Сказка о стране Терра-Ферро. — М.: Малыш, 1981. — 96 с.
- Кривин, Ф. Упрямый горизонт (Книга для Санечки, будущего Александра). — М.: Детская литература, 1982. — 94 с.
- Левандовская, Барбара. Далеко и близко. — М.: Детская литература, 1982. — 24 с.
- Разгон, Лев. Чёрным по белому. — М.: Малыш, 1982. — 30 с.
- Оркестр (Сборник стихотворений для детей). — М.: Детская литература, 1983. — 240 с.
- Пивоварова, Ирина. Хочу летать. — М.: Детская литература, 1983. — 20 с.
- Кривич М., Ольгин О. Школа пешехода. — М.: Малыш, 1984. — 24 с.
- Ладонщиков, Г. Играйте вместе (Стихи). — М.: Детская литература, 1984. — 228 с.
- Балл Г. Солнечные прятки. — М.: Детская литература, 1985. — 160 с.
- Крутогоров, Ю. Скатерть-самобранка. — М.: Детская литература, 1985. — 160 с.
- Маркуша А. Хитрая точка. — М.: Малыш, 1985. — 16 с.
- Пермяк, Евг. Пропавшие нитки. — М.: Малыш, 1985. — 18 с.
- Пройслер О. Маленький водяной и другие сказки. — М.: Детская литература, 1985. — 256 с.
- Кушак Ю. Где зимуют радуги. — М.: Детская литература, 1987. — 48 с.
- Рахлис, Лев. Чтобы всё росло вокруг (совместно с В. Пивоваровым). — М.: Детская литература, 1989. — 40 с.

После эмиграции были переизданы книжки «Школа пешехода» (1989), «Геология в картинках» (1989) и «Сказка о стране Терра-Ферро» (2010).

## Книги Кабакова
- Илья Кабаков, Борис Гройс. Диалоги. — М.: Ад Маргинем Пресс, 1999. — 192 с. — ISBN 5-93321-003-X.
- Кабаков И. 60-70-е... Записки о неофициальной жизни в Москве. — М.: Новое литературное обозрение, 2008. — 368 с. — 3500 экз.
- Илья Кабаков, Борис Гройс. Диалоги. — Вологда, 2010. — 348 с. — 1000 экз. — ISBN 978-5-91965-006-5.
- Илья Кабаков, Михаил Эпштейн. Каталог. — Вологда, 2010. — 344 с. — 1500 экз. — ISBN 978-5-91967-009-4.